# Mariä Himmelfahrt (Freyung)

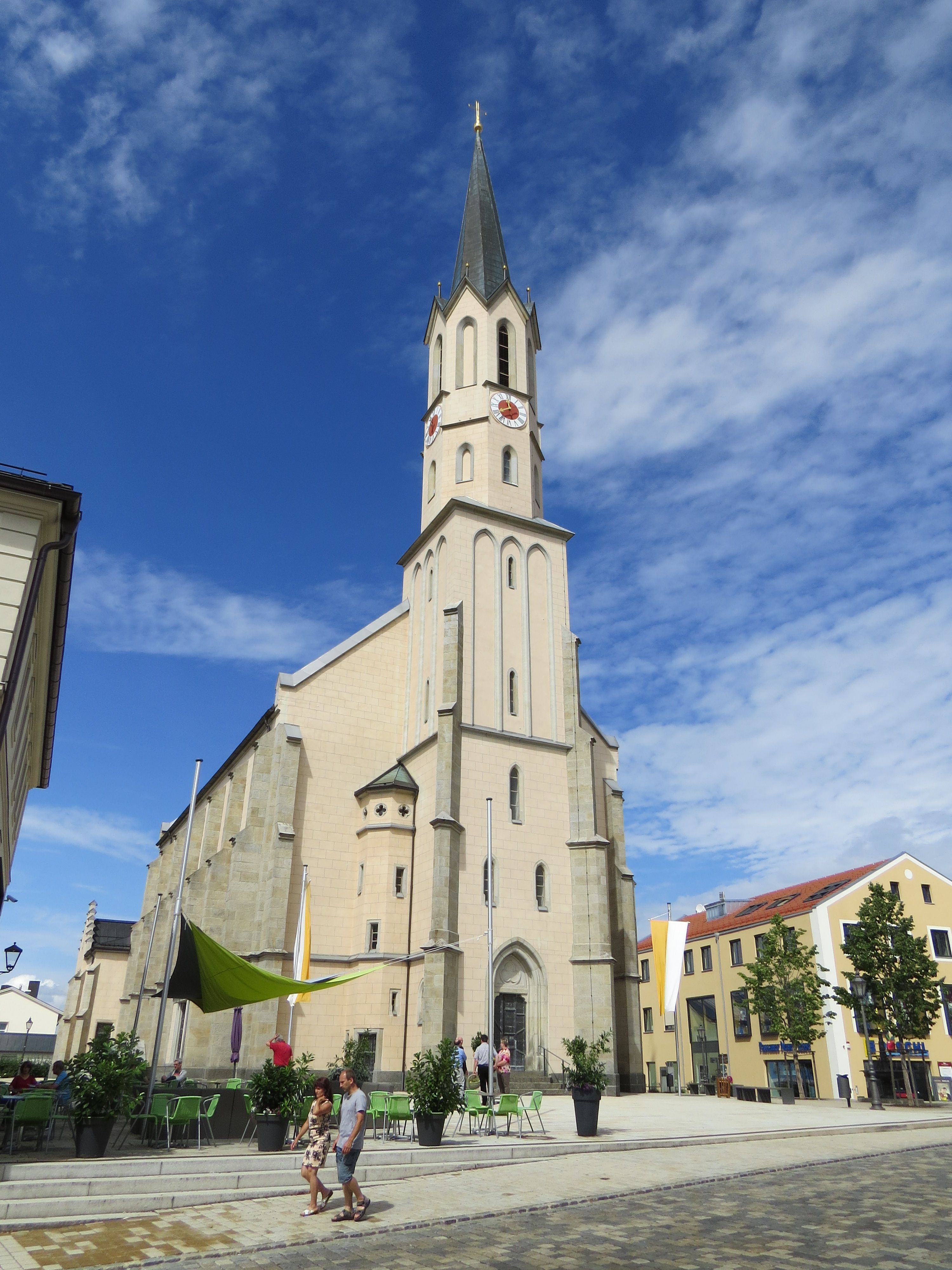
Mariä Himmelfahrt

Die römisch-katholische Stadtpfarrkirche Mariä Himmelfahrt steht am Stadtplatz 12 der Kreisstadt Freyung und gehört zum Pfarrverband Freyung.

## Geschichte
Die Vorgängerkirche wurde im Jahr 1872 durch einen Brand zerstört. Das heutige Bauwerk wurde zwischen 1875 und 1877 nach Plänen des Landshuter Architekten Tanera errichtet und am 24. Oktober 1877 von dem damaligen Passauer Bischof Josef Franz von Weckert eingeweiht. Der Hochaltar und die beiden Seitenaltäre wurden in den Jahren 1876/1877 aus Eichenholz von der Werkstätte Michael Mayer in Landshut geschnitzt. Die Statuen fertigte der Landshuter Martin Ziegler. Die Kirchenfenster von 1877 stammen von der Firma Schneider aus Regensburg. In den Fenstern des Kirchenschiffes ist der Kreuzweg dargestellt.
Nach dem Zweiten Vatikanischen Konzil wurde der Innenraum umgestaltet. 1971 wurden die beiden Seitenaltäre entfernt, 1974 bei der Innenrenovierung auch die neugotische Kanzel Ein neuer Volksaltar und der Ambo wurde von Wolf Hirtreiter aus Granit geschaffen.
Eine umfassende Außenrenovierung der Kirche erfolgte im Jahr 2000. Das Kirchendach wurde mit Kupfer vollständig neu gedeckt. Die Farbgebung der Außenfassade orientiert sich nach Untersuchungen durch das Landesamt für Denkmalpflege und dem Diözesanbauamt Passau an den Originalzustand von 1877. Der Zugang der Kirche wurde behindertengerecht umgestaltet.

## Bauwerk
Der Neubau wurde architektonisch an die spätgotische Architektur Ostbayerns angelehnt. Die Fassadengestaltung ist schlicht gehalten. Prägnant ist im einschiffigen Langhaus der neugotische Flügelaltar. Das Gebäude ist 47 m lang und 16 m breit, der Innenraum ist 14 m hoch, der Kirchturm misst 56 m.

## Orgel

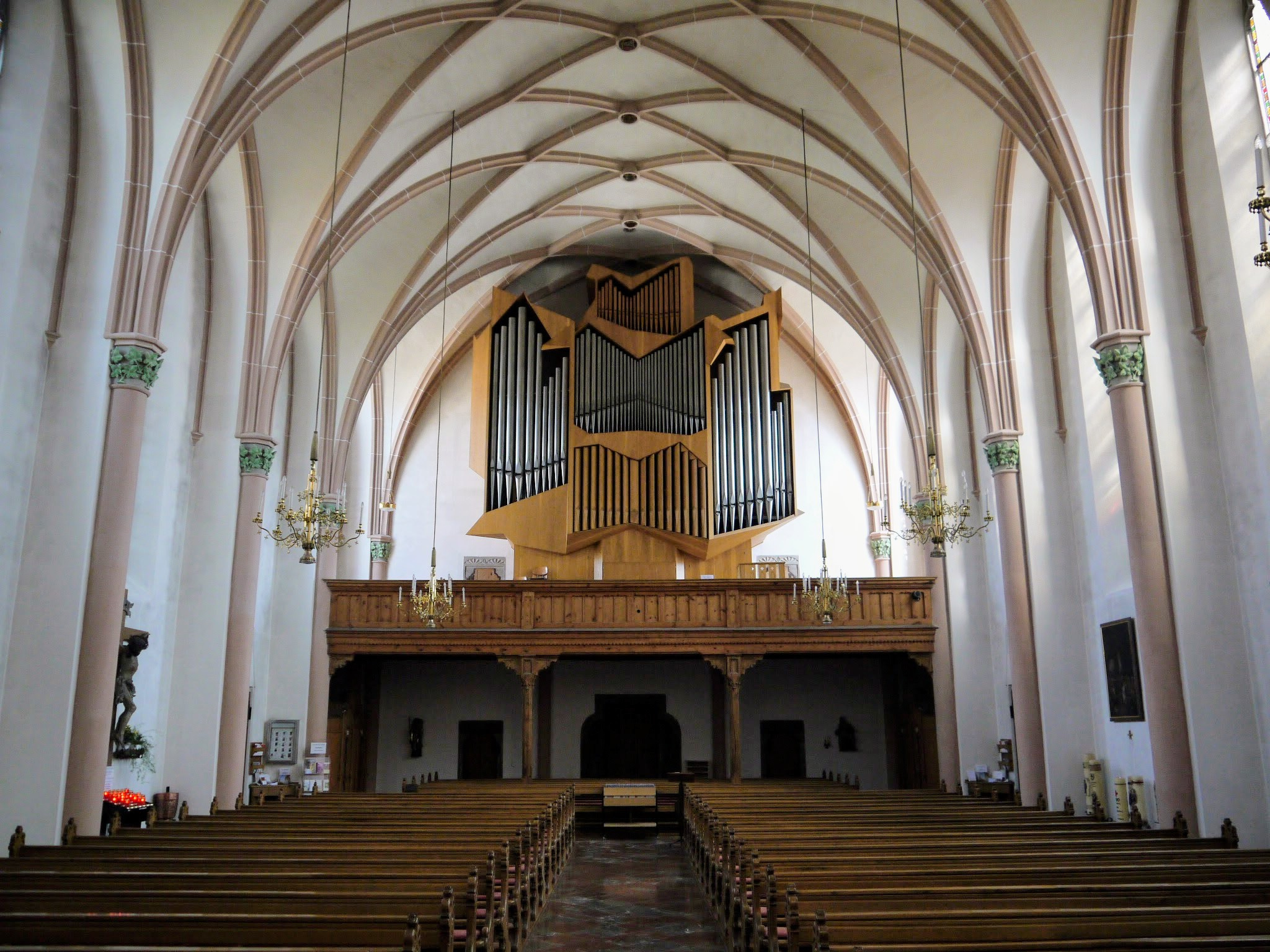
Innenraum, Blick zur Orgel (2017)

Die Orgel wurde 1975 von der Firma Eisenbarth erbaut. Sie umfasst 37 Register auf drei Manualen und Pedal. Sie löste die Hiendl-Orgel von 1947 ab. Das neue Instrument verfügt über Schleifladen mit mechanischer Spiel- und elektrische Registertraktur. Sie hat folgende Disposition:
| I Hauptwerk C–g3 |        |
| Quintadena       | 16′    |
| Prinzipal        | 08′    |
| Spitzflöte       | 08′    |
| Oktave           | 04′    |
| Rohrflöte        | 04′    |
| Cornettino       | 02 ⁄3′ |
| Schwegel         | 02′    |
| Mixtur V         | 01 ⁄3′ |
| Trompete         | 08′    |

| Positiv C–g3  |       |
| Holzgedackt   | 8′    |
| Gemshorn      | 4′    |
| Prinzipal     | 2′    |
| Quinte        | 1 ⁄3′ |
| Terz          | 4⁄5′  |
| Cimbel III    | 1⁄4′  |
| Holzkrummhorn | 8′    |
| Tremulant     |       |

| III Schwellwerk C–g3 |         |
| Kupfergedackt        | 08′     |
| Salicional           | 08′     |
| Prinzipal            | 04′     |
| Koppelflöte          | 04′     |
| Nasat                | 02 ⁄3′  |
| Flachflöte           | 02′     |
| Terz-None II         | 01 3⁄5′ |
| Oktave               | 01′     |
| Plein jeu VII        | 02′     |
| Musette              | 16′     |
| Hautbois             | 08′     |
| Tremulant            |         |

| Pedalwerk C–f1  |         |
| Praestant       | 16′     |
| Subbaß          | 16′     |
| Oktavbaß        | 08′     |
| Baßflöte        | 08′     |
| Choralbass      | 04′     |
| Nachthorn       | 02′     |
| Baßzink III     | 05 1⁄3′ |
| Rauschpfeife IV | 02 ⁄3′  |
| Bombarde        | 16′     |
| Trompetenbaß    | 08′     |

- Koppeln: II/I, III/I, III/II, I/P, II/P, III/P
- Spielhilfen: 3 freie Kombinationen, 1 Pedalkombination

## Glocken
1949 wurden von der Firma Perner neue Bronze-Glocken gegossen. Sie hängen in einem Glockenstuhl aus Stahl.
|   | Name          | Masse (kg) | Schlagton |
| - | ------------- | ---------- | --------- |
| 1 | Christkönig   | 1600       | des1      |
| 2 | Mutter Gottes | 749        | f1        |
| 3 | Joseph        | 459        | as1       |
| 3 | Michael       | 339        | b1        |

## Umgebung
An der Kirche befindet sich das Gefallenendenkmal, im weiteren Umfeld der Marienbrunnen von Karl Reidel und ein Waldschmidtdenkmal.